# هدف صفر (فیلم)
هدف صفر (به انگلیسی: Target Zero) یک فیلم سینمایی آمریکایی در ژانر درام آمریکایی محصول سال ۱۹۵۵ میلادی به کارگردانی هارمون جونز است. بازیگران اصلی این فیلم ریچارد کونته، پگی کستل، چارلز برانسون، ریچارد وایلر، ال. کیو. جونز و چاک کانرس می‌باشند. این فیلم توسط کمپانی برادران وارنر در تاریخ ۱۵ نوامبر ۱۹۵۵ منتشر شد.